# 連元橋社区
連元橋社区（れんがんきょうしゃく）は、広州市白雲区雲城街道の社区。

## 交通
- 地下鉄の駅：
- バス：